# Sven Andersson (dräng)
Sven Andersson, född omkring 1668, död på 1690-talet, var en svensk dräng från Vättle härad i Västergötland som dömdes till döden efter att ha bekänt samlag med ett kvinnligt bergrå. Hans fall erbjuder en detaljerad beskrivning av det i folkfloren välkända fenomenet bergtagning. Fallet citeras ofta som exempel på de rättsfall som skedde kring personer som anklagades för att ha haft samlag med naturväsen, och är ett sent exempel på dessa.

## Fallet
Andersson, som år 1690 var 22 år gammal, hade uppmärksammats av kyrkoherden i Lundby prästgård, Petrus Magni Kellander under skörden under dagsverket i juli 1690, då han sett sjuklig och utmattad ut. Han var ursprungligen från Marks härad och var dräng hos Jon Hansson på Högen i byn Stannum. Prästbonden Lars Jonsson från Stannum uppgav i Anderssons närvaro att denne ofta "var bleven av bärgråen borttagen och vore hos henne några dagar tillika". Kellander tog då Andersson under uppsikt och ansåg att han åt med bättre aptit än vad som verkade logiskt med tanke på hans medtagna utseende.
Då Kellander bad Andersson att bekräfta om det Jonsson hade sagt var sant, sade han: "Gud bättre mig, så visst". Andersson förklarade att han en höst somnat i skogen vid ett berg då han letat efter en bortsprungen get då han vallade boskap åt Karin Stake på Aspenäs herrgård, och då tagits in i berget av en kvinna i vitt. Kvinnan hade gett honom mat och dryck och sedan haft samlag med honom. Kellander tog honom under åtta dagar under uppsikt och övervakning och lärde honom religion. därefter hade prästen uppmanat honom att hålla sig ifrån de trakter där han brukade möta bergrået, något han gått med på. Kellander släppte sedan Andersson på fri fot, men han blev strax därpå anhållen av länsman på grund av ryktet om det hela.
Inför rätten under rannsakningen avgav Andersson en detaljerad berättelse om sin tid med bergrået. Den kväll, då han vallade getter för Aspenäs, hade han letat i skogen efter några bortsprungna djur och då somnat i en ihålig ek i en furu- och granskog i närheten av berget Ramberg Flugh, där rövare tidigare hade uppehållit sig. Under natten vaknade han och upptäckte då en kvinna, som lovade honom att ge honom de getter han letade efter om han följde med henne. Han gick med på det, och de gick in i berget som genom en dörr. I berget fanns en ljus sal med rader av sängar till höger och en bakugn till vänster fullt med sysslolösa och vackert kläda kvinnor och män. Kvinnan satte sig med honom ensam vid det ena bordet och gav honom mat och dryck. Därefter lade de sig tillsammans i en bädd och hade sex.
För detta blev Andersson dömd till döden av häradsrätten. Rätten vidtog först en kroppsundersökning som ansågs visa på att han hade haft sex med bergsrået. Under denna tid var det logiskt för rätten att tolka ett bergrå som en kvinnlig demon, en succubus. Fallet gick vidare till Göta hovrätt. Enligt Bror Gadelius, som hänvisar till kyrkohistorikern Carl Wilhelm Skarstedt, ska hovrätten ha bekräftat domen.